# Dvorec
Dvorec é um município da Eslováquia, situado no distrito de Bánovce nad Bebravou, na região de Trenčín. Tem 2,66 km² de área e sua população em 2018 foi estimada em 430 habitantes. Foi citado pela primeira vez em documento oficial no ano de 1455.

## Demografia
| Ano:        | 1994 | 2004    | 2014   | 2024    |
| ----------- | ---- | ------- | ------ | ------- |
| Broj ljudi: | 380  | 426     | 428    | 513     |
| Razlika:    |      | +12,10% | +0,46% | +19,85% |

| Ano:               | 2023 | 2024   |
| ------------------ | ---- | ------ |
| Número de pessoas: | 488  | 513    |
| Diferença:         |      | +5,12% |